# Ledgeview (Wisconsin)
Ledgeview es un pueblo ubicado en el condado de Brown en el estado estadounidense de Wisconsin. En el Censo de 2010 tenía una población de 6.555 habitantes y una densidad poblacional de 144,42 personas por km².

## Geografía
Ledgeview se encuentra ubicado en las coordenadas 44°25′37″N 87°58′18″O / 44.42694, -87.97167. Según la Oficina del Censo de los Estados Unidos, Ledgeview tiene una superficie total de 45.39 km², de la cual 45.02 km² corresponden a tierra firme y (0.81%) 0.37 km² es agua.

## Demografía
Según el censo de 2010, había 6.555 personas residiendo en Ledgeview. La densidad de población era de 144,42 hab./km². De los 6.555 habitantes, Ledgeview estaba compuesto por el 94.16% blancos, el 1.28% eran afroamericanos, el 0.46% eran amerindios, el 2.4% eran asiáticos, el 0% eran isleños del Pacífico, el 0.4% eran de otras razas y el 1.31% pertenecían a dos o más razas. Del total de la población el 1.34% eran hispanos o latinos de cualquier raza.